# Charlie Rose
Charles Peete Rose Jr. (Henderson, Észak-Karolina, 1942. január 5. –) amerikai újságíró, műsorvezető. A saját magáról elnevezett talk show vezetője és producere volt 1991-től 2017-ig.
A CBS This Morning vezetője volt 2012-től 2017-ig, Gayle Kinggel és Norah O’Donnell-el együtt. A CBS Evening News helyettesítő műsorvezetője volt. A Person to Person új változatának egyik vezetője volt. Az eredeti műsor 1953-tól 1961-ig futott, műsorvezetője pedig Edward R. Murrow volt.
Több alkalommal is vádolták szexuális zaklatással. 2017 novemberében Rose-t kirúgták a CBS-től és a PBS-től, a műsorát pedig eltörölték. 2022 áprilisa óta szabadúszó újságíróként tevékenykedik.

## Élete
Az észak-karolinai Hendersonban született, Margaret és Charles Peete Rose Sr. egyetlen gyermekeként. Szülei dohánytermesztők voltak, és egy kis boltot üzemeltettek. Rose gyermekkorában a boltjuk felett lakott, és hét éves korától kezdve besegített az üzletben. Elmondása szerint gyerekkorában nagyon kíváncsi volt, melynek következtében többször is bajba került.
A Henderson High Schoolba járt, majd a Duke Universityn folytatta tanulmányait. Akkor kezdte el érdekelni a politika, amikor gyakornok volt B. Everett Jordan szenátor irodájában. 1964-ben diplomázott történelemből. A Duke Egyetemen a Kappa Alpha Order testvériség tagja volt. 1968-ban orvosi diplomát szerzett. Az egyetemen ismerkedett meg feleségével.

## Magánélete
1968-tól 1980-ig Mary Rose volt a felesége. 1992-ben Amanda Burdennel kezdett járni. 2011-ben elmondta, hogy körülbelül 2006 óta nem járnak.
Van egy háza Hendersonban, egy tengerparti otthona Bellportban (New York), illetve egy lakása The Sherry-Netherlandben (New York City). Mindegyik több millió dollárt ér. Washingtonban és Párizsban is vannak házai. 1990-ben vásárolt egy 212 hektár területű szójabab-farmot Oxford közelében, amelyet nyaralóként használ.